# Yes! 光之美少女5
《Yes! 光之美少女5》是由東堂泉所創作的魔法少女動畫作品《光之美少女系列》的第四作，屬第三代光之美少女。本項介紹《Yes! 光之美少女5》及內容延續的第五作（本作品的第2期）《Yes! 光之美少女5GoGo!》。

## 故事簡介
《Yes! 光之美少女5》（第1期）
某日，夢原望在學校圖書館找到一本名叫魔法心願PDA（Dream Collet）的書，並遇見來自帕魯米王國的可可。可可為了恢復被惡夢軍團破壞的王國而尋找魔法心願PDA。要使用魔法心願PDA許願，必須收集55個光之精靈。望美為了完成可可的心願，跟其他4名同伴一起變身成光之美少女跟阻礙帕魯米王國復原的惡夢軍團戰鬥。
《Yes! 光之美少女5 GoGo!》（第2期）
夢原望等人消滅惡夢軍團後，回歸往日和平日子。某日，於夢原望面前出現一位少年，他交給望美一封神秘的信。「我們於光之玫瑰園恭候光臨……」寫信者「芙蘿拉」留下這段不可思議的訊息後消失，然後信件就變成了玫瑰寶盒（Rosepad）。突然間新敵人出現！送信少年此時變成了巨大燕子，帶望脫離險境。可可及果果了解到新危機的降臨，於是前往望美的世界，給她們新的變身工具光之手機，變身成新的光之美少女，為解開光之玫瑰園之謎而努力。
《希望之力～成年光之美少女'23～》

## 登場人物

### 光之美少女
變身咒語為「光之美少女 夢幻變身」。
團體口號為「希望的力量，未來的光芒，五顆華麗展翅高飛的心！Yes，光之美少女FIVE」。
夢原望／夢天使（Yumehara Nozomi／Cure Dream）
配音：三瓶由布子（日本）；楊凱凱（動畫版、鏡之國劇場版、DX1-DX3、ALL STAR F）、雷碧文（台灣）；林元春（TVB）、楊樂瑤（ViuTV）、（ALL STARS F）（香港）
形象顏色：  粉红色
本作主角之一，夢想學園二年級的學生。是個感情豐富活潑開朗的天然呆少女。香港代理版本的暱稱為「美美」，口頭禪是「決定了！」。好奇心旺盛，對於未來充滿憧憬，一直想找到適合自己的夢想，卻因為對讀書與運動都不在行而感到苦惱。直至遇見從帕魯米王國而來卻被惡夢軍團給攻擊的可可時變身成夢天使保護他，並跟可可立下幫他拯救遭到惡夢軍團給侵略的帕魯米王國。受到化為教師的可可影響對他抱持著好感，也因而萌生成為老師的想法。
代表的特質是「希望」，原名中名字也與「希望」同音。
變身口號為「希望之光Five，夢天使！」。
第1期必殺技
光之美少女 夢蝶飛擊
自左手背的蝶形圖案放出發光的蝴蝶，以右掌擊向敵人，當對付「惡夢軍團」的刺客物質「瓦納」十分有效。
夢天使 水晶攻擊
25話得到新武器「Dream Torch」（夢想手電）後強化的招式。釋放出大量粉紅色水晶攻擊敵人。
第2期必殺技
光之美少女 花蝶流星
雙手交叉成X字，化成一顆流星衝擊對手，當對付「永恆博物館」的刺客物質「貪婪使者（席納）」十分有效。
第2期電影版必殺技
光之美少女 星光解放（Pretty Cure Starlight Solution）
電影版時得到「奇蹟手電筒（Miracle Light）」的力量進化成「閃耀夢天使（Shining Dream）」，以星光花劍（Starlight Fleuret）使出。
夏木玲／火天使（Natsuki Rin／Cure Rouge）
配音：竹內順子（日本）；傅其慧→趙樺（DX3） （台灣）；楊善諭→劉惠雲（香港）
形象顏色：  红色
本作主角之一，夢想學園二年級學生，是望青梅竹馬的同班同學。台灣、香港代理版本的暱稱為。運動萬能，經常支援校隊的比賽，但沒有參加學校內的任何一個社團，後來才終於下定決心加入足球部。行為舉止較為男性化，不過也有注意帥哥、對鬼故事沒輒等可愛的一面。因為家裡是花店所以對園藝很了解，自幼照顧弟妹與忙於家業，對未來有所疑惑，直到在果果屋幫忙後對串珠等手工藝產生興趣。由於自懂事時害怕黑暗，曾對望成為光之美少女的事很擔心，後來在她眼見望被敵人攻擊時還是選擇變身為光之美少女。代表的特質是「熱情」。
變身口號為「熱情之光Five，火天使！」。
其「火天使」稱號原文中的Rouge在法文中是火红色之意，在英文则是口红或胭脂。
第1期必殺技
光之美少女 炙熱火光
自左手背的蝶形圖案釋放出火焰，再以左掌擊向對手。
火天使 燃燒攻擊
27話得到新武器「Rouge Tact」（火红魔法棒）後強化的招式。可將敵人的炮彈擊毀。
第2期必殺技
光之美少女 烈焰火球
用腳踢出足球形火球。可以發出如陽光一般的亮度，足以令向日葵開花。更能使出四連擊。
春日野麗／檸檬天使（Kasugano Urara／Cure Lemonade）
配音：伊瀨茉莉也（日本）；林美秀（台灣）；何璐怡、黃紫嫻（代配）（香港）
形象顏色：  黄色
本作主角之一，夢想學園一年級學生，日法混血兒。是光之美少女中年紀最小的成員。為了繼承已故的母親的夢想朝演藝圈發展，思想方面都比起同年紀的人較為成熟，但也因為這個性格使自己在學校裡沒有任何的朋友。喜歡的食物是咖哩。由於看見望和玲變身感到好奇，於是在望說明下得知整件事的來龍去脈。為了幫助望和玲對付來襲的敵人時選擇變身為光之美少女。代表的特質是「活力」。
變身口號為「活力之光Five，星天使！」。
第1期必殺技
光之美少女 星炫風
在雙掌之間現出發光蝴蝶，放出後分散成一群細小的發光蝴蝶攻擊對手。攻擊範圍廣，但攻擊力較微弱、射程也較其他主角的攻擊型能力短。
星天使 閃耀光束攻擊
29話得到新武器「Lemonade Castanet」（檸檬響板）後強化的招式，同樣以蝴蝶外觀的廣域短程發光霰彈攻擊敵目標。經強化後有足夠的力量消滅「瓦納」。
第2期必殺技
光之美少女 光稜鎖鏈
雙手以無數黃色蝴蝶串連而成的鎖鏈束縛敵目標並予以解體。亦具有攻擊的作用，用以鞭擊對手。
秋元小町／薄荷天使（Akimoto Komachi／Cure Mint）
配音：永野愛（日本）；楊凱凱（台灣）；林芷筠→何晶晶（Happiness報幕）（香港）
形象顏色：  綠色
本作主角之一，夢想學園三年級學生，和香戀是很好的朋友。圖書館委員，本身也喜歡讀書，因此比較博學並立志成為小說家。會利用在圖書館值班時的空檔練習寫作。性格溫和，但憤怒時也會令人害怕。對妖魔鬼怪不但不害怕，還非常喜歡。喜愛吃羊羹。
家裡是和菓子老店「小町」，名字也是由此而來。經常帶點心到果果屋去。得知果果也對閱讀有興趣後，不時將自己創作的故事交給果果閱讀及評價，也因為志趣相投而對果果有好感。香港暱稱為「町町」。
和香戀一起調查學園內出現怪物的傳聞時得知光之美少女的事，但並未當真。在望去圖書館對自己進一步說明時被捲入敵人的攻擊，最後為回應望對自己夢想的支持而變身為光之美少女。代表的特質是「和平」。
變身口號為「和平之光Five，冰天使！」。
第1期必殺技
光之美少女 冰空防護罩
自手背的蝶形圖案向上方釋放出發光蝴蝶，以自己為中心形成綠色半透明的防護罩，是五人的必殺技中唯一的防禦技。
冰天使 雪光盾
26話得到新武器「Mint Leaf」（薄荷之葉）後強化的招式。有足夠能力反彈敵人的攻擊。用於攻擊時更能展現驚人的破壞力。
第2期必殺技
光之美少女 翡翠圓盤
單手投出綠光圓碟，兼具防禦與攻擊的功能。鋒利程度可斬斷樹木，並有巨大化功能。
水無月香戀／水天使（Minazuki Karen／Cure Aqua）
配音：前田愛（日本）；馮嘉德→林沛笭（DX3） （台灣）；朱妙蘭→李潤知（Happiness報幕）（香港）
形象顏色：  藍色
本作主角之一，夢想學園三年級學生，是學生會會長。音樂家的女兒，秀麗端莊，頭腦清晰，令她成為後輩仰慕的對象。外表冷靜，但十分重視朋友，與同班的小町交情不錯。與玲感覺上是性格完全相反的人，意見也經常不合。喜愛喝葡萄汁。在米露的影響下開始有志向行醫的理念。
由於學生會調查學園內出現怪物的傳聞，向望一行人詢問時得知光之美少女的事，但完全不相信，對望等人持續提出希望自己也加入的要求也顯得十分抗拒。敵人突然來襲之時因為自身的驚惶而無法成功變身，但望仍表示不會放棄要自己加入的決定時不再徬徨下成功變身變身為光之美少女。代表的特質是「智慧」。
變身口號為「智慧之光Five，水天使！」。
其「水天使」稱號原文中的Aqua在拉丁文中是水之意。 
第1期必殺技
光之美少女 水滴風暴
自右手背的蝶形圖案釋放出強力的水流攻擊對手。
水天使 龍捲攻擊プリキュア・アクア・トルネード
28話得到新武器「Aqua Ribbon」（清水緞帶）後強化的招式，以該武器釋放的巨大渦流攻擊敵目標。可以用作劍。
第2期必殺技
光之美少女 寶石弓箭
以水弓箭射向敵人。可以連射，更曾經一發三箭。
米露／美美野露米／妙奇露丝／紫天使（Milk／Mimino Kurumi／Milky Rose）
配音：仙台惠理（日本）；馮嘉德（精靈）、傅其慧→劉如蘋（DX3）（人類）（台灣）；鄭麗麗（精靈）、梁少霞（人類）（香港）
形象顏色：  紫色
首度登場于第一期第21話，本作第二期主角之一，來自帕魯米王國的精靈，長得像迷你垂耳兔，說話會在語尾加上「～米露（～ミル）」。專門照顧可可和果果的管家見習生，於第二季升級為正式的管家。自從王國被噩夢軍團給侵略下逃到人類世界中東躲西藏。尊稱可可與果果為「殿下」，很仰慕兩位王子，也很尊敬有領導者風範的香戀。個性能幹，但愛發牢騷與自大，尤其認為一事不成的望沒資格當光之美少女協助王子們，進而常與她拌嘴。最喜愛的食物是巧克力。
原本沒有高級精靈的人形化能力，在第二季中，米露在重建王國時發現玫瑰寶盒遺留的發光藍玫瑰種子，種植後得到變身成人類及變身的力量。由於藍玫瑰種子是獨一無二，只於光之玫瑰園種植，自己必須身負保護光之玫瑰園使命，因此隱瞞身分以假名「美美野露米」轉入望的班級。
變身咒語為「空之玫瑰 夢幻變身」。
變身口號為「藍色玫瑰是秘密的印記，紫天使！」。
戰鬥力極高，初登場時和幹部戰鬥有著壓倒性的優勢。但同時能量消耗較大，疲勞時會因此變回妖精的原型。
本角色第一期及第二期初期的片尾人物列表只顯示「米露」及聲優名「仙台惠理」。而第二期第10話的片尾人物列表只顯示「謎之少女」，第11話至第16話則為「妙奇露丝」，從第17話開始後才以「美美野露米」表示，另外同期第10話至第13話的聲優處標註為「？」，從第14話開始確認美美野露米就是米露之後才顯示聲優「仙台惠理」。
必殺技
藍色玫瑰風暴
綻放巨大的藍色玫瑰，擊碎並形成花雨包圍敵人，威力強度能將幹部（史可普）消滅。
紫天使 金屬玫瑰風暴
得到果果王冠的力量後，獲得新武器「玫瑰魔法鏡」（Milky Mirror）而強化的招式。
- 合體技

光之美少女 夢想旋風（第1期）
由五位光之美少女的武器組合，再經由米露變身而成的武器巨大化後，化成巨大蝴蝶衝擊敵人。
Pretty Cure Rainbow Rose Explosion（第2期）
得到可可王冠力量後的新合體必殺技，五位光之美少女手持「光之花劍」（Cure Fleuret）合力釋放出一朵巨大彩虹玫瑰花吞噬敵人。
光之美少女 終極幻彩玫瑰花朵大爆發（第2期）
前述「Pretty Cure Rainbow Rose Explosion」的加強版，五位光之美少女加上紫天使的力量所展現的六人合體技能。

### 帕魯米王國
故事最初因遭遇惡夢軍團的侵略，除了逃到人類世界的可可、果果以及米露以外全部國民被戴上絕望面具成為惡夢軍團的下級職員，後來在第1期第48話時在可可與果果還有米露的呼喚下擺脫面具的控制重獲自由。在第2期王國因國民的努力而逐漸復甦。
可可（Coco）
配音：草尾毅（日本）；林美秀（精靈）、吳文民、林士程（電影版）（人類）（台灣）；許盈（精靈）、黃榮璋→林筠翔（2期劇場版起）（人類）（香港）
形象顏色：  米色
來自帕魯米王國的精靈，同時也是該國的王子，長得像花栗鼠，說話會在語尾加上「～可可（～ココ）」。性格外向，經常到生長世界的各個國家去旅行。牠在人類世界變成人類，並以「小小田浩史（小々田 コージ，Kokoda Koji）」身份任教望與玲一班的國語科老師。但在身體受到衝擊時會變回自己原本的精靈身份。最喜愛的食物是忌廉泡芙。于第2期第45話戴上帕魯米王國王冠成為真正的國王。對望有好感。
名稱源自於英文「椰子」。其人類名字中的姓氏「小小田」（ここだ）的日语读音聽起來像「我是可可」。
於第二部劇場版中一度受穆舒凡的控制而與夢天使交戰。曾暫時佔上風，最後因夢天使的情深一吻而清醒。
果果（Nuts）
配音：入野自由（日本）；傅其慧（精靈）、李景唐（人類）（台灣）；謝潔貞（精靈）、曹啟謙、張裕東（代配）（人類）（香港）
形象顏色：  褐色
同樣來自帕魯米王國的精靈，同時也是該國的王子，長得像松鼠，說話會在語尾加上「～果果（～ナツ）」。性格與可可相反，閱讀過很多書籍。在人類世界變成人類以「夏（夏，Nattsu）」的身分在香戀家的倉庫經營一間名叫「果果屋（Natts House）」的精品店。但在身體受到衝擊時和可可一样也會變回自己原本的精靈身份。曾被惡夢軍團的人給利用打開守護帕魯米王國的大門導致王國因而遭到侵略，所以非常沮喪且不相信任何人，也因此躲避於魔法心願PDA（Dream Collet）中。但後來在獲得同伴的諒解也開始漸漸相信別人。最喜愛的食物是紅豆麻糬，尤其是秋元家老店「小町」所製作的麻糬。于第2期第45話與可可同樣戴上帕魯米王國王冠成為真正的國王。對町町有好感。
名稱源自於英文「堅果」。其人類名字「夏」（ナッツ）讀音與本名相同。
台灣和香港代理將取名為「果果」。
帕亞（Papaya）
配音：園部啟一（日本）；李景唐（台灣）；朱子聰（香港）
帕魯米王國的高級管家，同時也是米露的上司。米露形容牠是最偉大的總管。說話會在語尾加上「～帕帕（～パパ）」。與其他國民一樣都被惡夢軍團戴上絕望面具，於第1期第四十八集時恢復。CD廣播劇中經常教訓吵鬧打架的可可及果果。
名稱源自於英文「木瓜」。

### 光之玫瑰園
- 在第2期登場

由芙蘿拉負責看守的神秘花園，裏面種滿大量的玫瑰花。據說這些玫瑰花連結世界上所有的生命。芙蘿拉消失後交由望一行人來打理。
史洛普（Syrup）
配音：朴璐美（日本）；林美秀（台灣）；陳琴雲（精靈）、張裕東（人類）（香港）
形象顏色：  橙色
本作第二期主角之一，可以穿梭於各個世界(包括絲比列塔的故事書世界)的精靈，長得像鴨嘴獸。可變身成巨大的燕子，背上有凹位可容納多人，當背篷閉合後會出現蝴蝶形的窗供人觀看外況。在人類世界可變成人類，名叫「甘井史朗（甘井シロー，Amai Shiroh）」。與可可及果果一樣，當受到衝擊會變回原狀。說話會在語尾加上「～普普（～ロプ）」。最喜愛的食物是熱香餅。現居於望等人所住城鎮的鐘樓內，年幼時曾有被永恆博物館給囚禁及攻擊的回憶。為了得到自己身世的情報而攜帶玫瑰寶盒（RosePad）交換，獨自一人前往永恆博物館大本營。後來於良心驅使下拒絕並得到望一行人的救助及信任。在平時沒有信可送的時候經常在夢想學園食堂里打工并幫助校工阿貴姨做飯。
名稱源自於英文「糖漿」。其人類名字「甘井史朗」中的姓氏「甘井」中的「甘」暗示糖漿的甜，而「史朗」（シロー）則與本名讀音相近。
台灣和香港代理取名為「普普」。
梅寶（Mailpo）
配音：水田山葵（日本）
普普的朋友，不會說話而只會發出「咩～咩（メー）」的聲音。負責傳送信件。其真實身份其實是由普普在光之玫瑰園親手種下的玫瑰變成的。
名稱源自於「郵筒（Mailbox）」。
芙蘿拉（Flora）
配音：皆口裕子（日本）；傅其慧、林美秀（ep.59）（台灣）；黃紫嫻（香港）
是個將訊息傳達給望等人的神秘人物，並在「光之玫瑰園」等候望她們的到來，並表示自己命不久矣。
其名字源自古羅馬神話中的「花之女神─佛洛拉」。

### 帕魯米王國四鄰國
- 在第2期登場

與帕魯米王國鄰接的四個王國。四個王國的國王於加冕儀式時受到永恆博物館攻擊而化身為帕魯魯精靈（Palumin）逃到望一行人的世界。其形象取材自来中国四神獸青龙、朱雀、白虎及玄武
多拿滋國王（King Donuts）
配音：松本保典（日本）；吳文民（台灣）；陳永信（香港）
帕魯米王國四鄰國之一：多拿滋王國（Doughnut Kingdom）的國王。說話會在語尾加上「～多多（～ドナ）」。全身淺藍色，有一條龍形的尾巴。性格頑固。由於曾目擊惡夢軍團殲滅帕魯米王國，所以譴責可可及果果沒有資格統領帕魯米王國。最初並不信任望一行人，不過對發奮的年輕人有好感。擁有國王的尊嚴，不對牠使用敬語是不會接受。
名稱與國名源自於英文「甜甜圈」。
巴伐洛亞女王（Queen Bavarois）
配音：安達真理（日本）；楊凱凱（台灣）；蔡惠萍（香港）
帕魯米王國四鄰國之一：巴伐洛亞王國（Bavarois Kingdom）的女王。說話會在語尾加上「～洛洛（～ロロ）」。全身粉紅色的鳥形生物。性格極度喋喋不休，令希一行人與牠相處時皆身心具疲。因戰鬥中得望一行人的保護而對她們十分信任。
名稱與國名源自於法文「巴伐洛亞奶油」。
可麗餅公主（Princess Crepe）
配音：西原久美子（日本）；傅其慧（台灣）；張頌欣（香港）
帕魯米王國四鄰國之一：可麗餅王國（Crepe Kingdom）的公主。全身米黃色的貓形生物。說話會在語尾加上「～麗麗（～クク）」。可可的青梅竹馬兼未婚妻。（儘管可可不願意承認這一點）
名稱與國名源自於法文「可麗餅」。
蒙布朗國王（King Montblanc）
配音：玉川砂記子（日本）；林美秀（台灣）；黃玉娟（香港）
帕魯米王國四鄰國之一：蒙布朗王國（Montblanc Kingdom）的國王，長得像烏龜。說話會在語尾加上「～蒙蒙（～モモ）」。四位國王中最年長的一位亦是光之美少女找到的最後一位帕魯魯精靈。由於長期處於帕魯魯精靈的狀態，因此消耗大量體力，身體變得十分虛弱。得到香戀的細心照顧和眾人的陪伴下，體力逐漸恢復。跟香戀同樣喜愛喝葡萄汁。似乎知道普普和芙蘿拉的關係。
名稱與國名源自於法文「蒙布朗蛋糕」。

### 惡夢軍團
- 在第1期登場

香港代理取名為。惡夢軍團，目的是要奪得魔法心願PDA并企圖將恐怖與絕望散播到全世界的反派，其總部設於惡魔外觀的高樓大廈。如果有員工經過多次失敗或想辭職將要強迫接受戴上後必死無疑的黑面具，而且黑面具不但會增強力量並且變大超獸化，而且還會徹底失去自我。
正式的社員包括首腦不足十人，而一眾戴上絕望面具的下級職員全部都是帕魯米王國的國民。會議室像手術室一樣陰沉，除了幹部及戰鬥職員外，周圍的下級職員完全沒有發言，其公司結構有別於一般業務分司。當兩名戰鬥員工殉職，加上加瑪歐因被光之美少女打敗一次而逃離惡夢軍團後進行架構重組。最後惡夢軍團因為首腦被封印而覆滅。

#### 首領
狄絲帕萊亞（Desparaia）
配音：杉山佳壽子（日本）；馮嘉德（台灣）；雷碧娜（香港）
第1期主要反派，惡夢軍團的首領，也是光之美少女系列首位女性首領。是帕魯米王國陷入被侵略的幕後黑手。渴望以魔法心願PDA（Dream Collet）的力量獲得永恆的生命繼而支配世界。身型比一般人稍高。初次與光之美少女交手時能召喚大量黑影戰鬥，後來從她們身上見識到希望之光可以衝破絕望黑暗的危機感。一直以來都戴著面具，真面目連秘書心腹卡瓦里諾也不知。直至後來奪得魔法心願PDA（Dream Collet）許願後，才破開面具露出其美人的真面目。與光之美少女的最後一戰中經她們解除變身遊說後良心發現，最後請求光之美少女將她封印讓惡夢軍團徹底消失。
台灣和香港代理取名為。
名稱源自於英文「絕望（Desperation）」。

#### 高層
（Kawarino）
配音：優希比呂（日本）；吳文民（台灣）；馮錦堂（香港）
第1期第二反派，狄絲帕萊亞的秘書，負責向一眾幹部及員工傳達命令。從前是最高幹部布拉迪的下屬。平時打扮成一般公司職員的樣子，真面目是擁有可攻可守兩條尾巴的巨大魔將。即使變身前也擁有與光之美少女全體抗衡的力量，連布比也曾勸止他說「如果你使出全力就會破壞總部」，除此之外，也具有偽裝他人的能力。外表上文質彬彬，笑臉迎人，殷勤有禮。但實際上，不只對下屬及幹部們異常嚴厲，而且為了奪得魔法心願PDA（Dream Collet）也相當地不擇手段，也是個口蜜腹劍、城府極深、陰險狡詐的笑面虎，對他而言請辭或經常是光之美少女的手下敗將都是惡夢軍團的棄卒。對狄絲帕萊亞絕對忠誠。與光之美少女最後一戰時曾將大量黑紙貼在身上增強力量，被Pretty Cure 5 Explosion擊中後身亡時也從這些黑紙中復活，最後還是被布拉迪亡靈化成的巨大手掌幻影活生生地扯進絕望深淵而亡。
台灣和香港代理取名為。
名稱源自於日文「代理者、替身（Kawari）」。

#### 幹部
（Bloody）
配音：丸山詠二（日本）；李景唐（台灣）；黃子敬（香港）
惡夢軍團最高幹部，卡瓦里諾的前上司。沉默寡言。平時是戴高帽及斗蓬像老紳士般的打扮，戰鬥時則變成蝙蝠的樣子，可以高速飛行及發出超音波攻擊。本平及卡瓦里諾也認同的實力派，擁有摧毀帕魯米王國的能力。他召喚的瓦納擁有強大的力量可徹底覆蓋建築物及製造分隔外界與光之美少女們的結界。對卡瓦里諾強行替失敗或請辭者戴上黑面具，為求目的不擇手段的作法有懷疑的態度。
與光之美少女交戰三次後才開始變身。也擅長心理戰，曾將果果讓帕魯米王國被侵略的事實為由挑播他與光之美少女令他們失去信心及戰意。後來與哈廸尼亞同樣被卡瓦里諾強行戴上黑面具，但卻沉落絕望深淵。最後因為之前被戴上黑面具，其怨靈超獸化後和絕望深淵融合成一具巨大手掌幻影於結局中將卡瓦里諾一手扯入絕望深淵中陪葬。部署中唯一戴上黑面具後直接身亡的其中一員。
台灣和香港代理取名為。
名稱源自於英文「血腥的（Bloody）」。
哈廸尼亞（Hadenya）
配音：小宮和枝（日本）；林美秀（台灣）；袁淑珍（香港）
惡夢軍團大幹部。平時是辦公室女性打扮的中年胖婦，戰鬥時則變成鳥的樣子，可使出羽毛攻擊。曾經於帕魯米王國攻擊可可及果果。戰鬥力非常高，能與瓦納一起破壞冰天使雪光盾。最後被卡瓦里諾強行戴上黑面具超獸化後被Pretty Cure 5 Explosion消滅。是惡夢軍團中出場時間最短的角色。
台灣和香港代理取名為。
名稱源自於希臘神話中的地狱与死亡之神「哈得斯（Hades）」。
後來在DX2中復活，與火焰倫巴、水靈夫人合作對付Yes! 光之美少女5 ，與紫天使交戰，最後超獸化和深海合體。
（Bumbee）
配音：高木涉（日本）；吳文民（第1期）、李景唐（第2期）（台灣）；朱子聰（香港）
惡夢軍團及永恆博物館兩大反派組織中的唯一倖存者。
於第1期初登場時為惡夢軍團中層幹部，向戰鬥員工下搶奪魔法心願PDA（Dream Collet）的命令。平時是公司職員打扮，戰鬥時變成蜜蜂的樣子。有高強的戰鬥力，他發射的粗針可輕易擊破光之美少女冰空防護罩。對部下略有微言，對上司鞠躬哈腰的典型中間管理層角色。存在感不太高有時會被光之美少女遺忘或無視。惡夢軍團重組架構後權力被剝削。再經多次失敗後想遞交辭職信，可是被卡瓦里諾給撕毀及將他從天台中給轟下，險些墜樓身亡，後來中途抓住窗邊而逃過一劫。
於第2期中加入永恆博物館並成為其一份子。可是於永恆博物館的待遇比起於惡夢軍團時期更差。後來為想方便得到玫瑰寶盒（Rosepad），就向光之美少女們謊稱要當她們的隊長，之後安娜以背叛永恆博物館為由將他吸進地下迷宮卻因為抓住門邊而僥倖逃過一劫。最終戰時在穆卡迪的請求下，將穆卡迪帶回永恆博物館，順便向館長求情，不過卻在門縫，親眼目睹了穆卡迪與安娜，接連被館長處決的那一幕之後，為了避免同樣也被館長處決，因此決定趁館長知道自己之前，趕緊逃亡，並且在逃亡前，協助妙奇露絲跟史洛普找到被安娜給石化光之美少女。最後在永恆博物館被覆滅後，某大廈天台開一間破爛的「布比公司」，雇傭一名長相酷似卡瓦里諾的職員。
於第二劇場版中一度為穆舒凡效力搶走夢原希的生日蛋糕，并負責把光之美少女一行人騙入由穆舒凡在甜點王國里設下的陷阱當中。事成之後他因為對穆舒凡給予自己的報酬感到強烈不滿而最終離開穆舒凡身邊。
於《HUG! 光之美少女》的第36話中得知他又曾經一度加入過黑暗明日社但後來逃出，而他又進一步透露自己還在黑暗明日社的時候被分配到特勞姆博士身邊并受其委託製造一件能夠將時間停止的可怕武器。
最終於《希望之力～成年光之美少女'23～》成為建築公司的主管。
名稱源自於英文「黃蜂」。

#### 部屬
格里瑪（Girinma）
配音：檜山修之（日本）；李景唐（台灣）；陳欣（香港）
惡夢軍團的最初的戰鬥員。平時紳士打扮，戰鬥時則變成螳螂的樣子以手臂上的利刃攻擊。性格無情，對別人的夢想及友情全不理會。希望於奪取魔法心願PDA（Dream Collet）後升為幹部。口頭禪是「真的很～痛呀～」。於本平面前唯唯諾諾、鞠躬哈腰。是第一位戴上黑面具超獸化後被Pretty Cure 5 Explosion消滅的犧牲者。
台灣和香港代理取名為。
名稱源自於日文「螳螂（Kamakiri）」。
加瑪歐（Gamao）
配音：陶山章央（日本）；李景唐（台灣）；梁志達（香港）
惡夢軍團第二戰鬥員，並非惡夢軍團的正式職員而只是以打工方式為惡夢軍團做事。平時作一般青年人打扮，戰鬥時則變成蛤蟆的樣子，以體重及舌頭攻擊。被光之美少女打敗一次後不敢回到總部，過著窮困潦倒及飢腸轆轆的日子。之後打算奪得魔法心願PDA（Dream Collet）後賣給惡夢軍團以得到巨額金錢滿足一己私欲。與格里瑪及阿拉庫內婭不同並不受命令行事，有時也會因為發洩而主動挑戰光之美少女。後來於找新工作時被卡瓦里諾找到並給他黑面具，卡瓦里諾騙加瑪歐戴上黑面具後可得到打敗光之美少女的強大力量。把自己發現里諾突然沒注意而掉下來的黑面具戴上並以超獸化對付光之美少女，最後被Pretty Cure 5 Explosion消滅。
名稱源自於日文「蟾蜍（Gama）」。
阿拉庫內婭（Arachnea）
配音：澤海陽子（日本）；傅其慧（台灣）；曾秀清→詹健兒（DX2）（香港）
惡夢軍團第三戰鬥員，自稱為「惡夢軍團精英中之精英」。平時作辦公室女性打扮，戰鬥時則變成蜘蛛的樣子以背後觸手吐絲攻擊。性格傲慢且無情，但對本平敢怒不敢言。曾以蜘蛛絲包圍瓦納抵禦光之美少女夢蝶飛擊。戰鬥能力比格里瑪及加瑪歐略高。曾在第1期第16集中，展現出偽裝成蜘蛛影子並將秋元小町撰寫的小說情境加以具現化的能力，而光之美少女也因為自己將小町的小說情節具現化而一度陷入苦戰。最後迫不得已戴上黑面具超獸化並被Pretty Cure 5 Explosion消滅。
台灣和香港代理取名為。
名稱源自於希臘文「蜘蛛（Arachne）」。
後來在DX2中復活，與樹魔人合作對付FRESH光之美少女！，與苺天使及鳳梨天使交戰，最後超獸化和深海合體。

#### 怪物
瓦納（Kowaina）
配音：櫻井千尋（日本）；雷碧娜（香港）
惡夢軍團的刺客物質，平時是一個面具，能附上固體、水上及精靈上改變形態。叫聲為「好可怕」。能力及攻擊力前期及後期有天壤之別。被打敗後面具會脫落。身體初時為藍色，後期面具強化後可變成紫色。最後決戰時出現大量狄絲帕萊亞面具的瓦納。
名稱源自於日文「恐怖（Kowai）」；另譯可畏那或恐怖天使。

### 永恆博物館（Eternal）
- 在第2期登場

永恆博物館是一個以全世界寶藏為目標的邪惡盜寶集團。為了進入光之玫瑰園而誓要奪得玫瑰寶盒（Rosepad），并企圖毀滅光之玫瑰園。總部為博物館建築物，展示從世界各地所搶奪的寶藏。成員也跟前作惡夢軍團一樣能變成動物的怪人，而且也能超獸化，但相較於第1期的惡夢軍團，成員的超獸化除了為自行超獸化以外，即使超獸化也保有超獸化以前的自我及語言能力。最後因為館長被光之美少女消滅，不但永恆博物館滅亡，連困在永恆博物館的玻璃裡面的所有物品（包含動植物）也全部因毀滅而解放。

#### 首領
館長（Boss）
配音：千葉繁（日本）；吳文民（台灣）；盧國權（香港）
第2期主要反派，永恆博物館最高負責人，片頭曲中有出現。性格冷酷無情，頭戴老鷹形鐵面具。對芙蘿拉與光之美少女的關係顯得相當驚訝。實力不輸給賈酷王拜倫和邪惡大王葛亞，在第2期第43集用強大的力量壓制望一行人，「光之美少女 幻彩玫瑰大爆發」也只能讓他的鐵面具出現裂痕，直至第2期第47集才破開面具露出其可怕的真面目。後期更因此將穆卡迪亞及安娜孔蒂當成棄卒而將他們給處決。最後被光之美少女和妙奇露絲合力使出的最終必殺技：「Pretty Cure Milky Rose Floral Explosion」消滅。

#### 高層
安娜孔蒂（Anacondy）
配音：山像香織（日本）；傅其慧（台灣）；陸惠玲（香港）
第2期第二反派，永恆博物館館長心腹，負責鑑定寶藏的價值。為了收集情報經常下令曾與光之美少女交手的部下或同僚提交大量的報告書。擁有將物件石化的能力。為人偏心，只給予穆卡迪亞休假而拒絕本平的請假要求。後期應館長要求把光之美少女變成石像後，於嫉妒心驅使下欲阻止館長前往光之玫瑰園未果，最後與穆卡迪亞同樣被館長處決並且在他滅亡時迎接雙雙消失。
台灣和香港代理取名為。
名稱源自於「蟒蛇（Anaconda）」。
穆卡迪亞（Mucardia）
配音：置鮎龍太郎（日本）；吳文民（台灣）；關令翹（香港）
永恆博物館的最高幹部，與安娜孔蒂同級，樣貌俊美，也因此深受任何女性的青睞，在香戀的別墅中向香戀與玲搭訕，二人均被其俊朗外表及紳士風度所吸引。但個性實為陰險狡詐。化名「百井京介」以便接近光之美少女，與光之美少女交戰四次後才開始變身。後來接近玲藉此想了解光之美少女的資料，假面具被在速食店打工的本平摘掉。接著改接近普普以了解其身世做為有利自己的情報以取代安娜孔蒂的地位。最後把芙蘿拉寄給館長的信交給館長時被他給處決，永恆博物館第六殉職者。
名稱源自於日文「蜈蚣（Mukade）」。
台灣和香港代理取名為穆迪。
後來在DX2中復活，在精靈樂園先與百香果天使交戰，後與雪天使交戰，最後超獸化和深海合體。

#### 幹部
史可普（Scorp）
配音：子安武人（日本）；吳文民（台灣）；關令翹（香港）
永恆博物館的戰士，性格冷酷無情，但為人堂堂正正、正直老實，討厭被嘲笑或被羞辱。認識普普。為追求世界各地財寶而奔馳。因為想要獲得情報而尋找普普，就在此時從望手上看到了玫瑰寶盒（Rosepad）而開始搶奪。戰鬥時變成蠍子的樣子，並以兩腕的蠍尾攻擊。對經常叫錯自己名字的本平有股無名火，但逐漸發展出同事情誼。最後被妙奇露絲以妙奇露絲暴風雪（Milky Rose Blizzard）消滅，留下了「永別了，布比」的遺言。永恆博物館最初殉職者。
台灣和香港代理取名為。
名稱源自於「蠍子（Scorpion）」。
（Bumbee）
配音：高木涉（日本）；吳文民（第1期）、李景唐（第2期）（台灣）；朱子聰（香港）
#惡夢軍團（Nightmare）参照。
涅凡達哥斯（Nebatakos）
配音：島田敏（日本）；吳文民（台灣）；陳廷軒（香港）
平常是禿髮的中年胖漢打扮，戰鬥時會變作八爪魚的樣子，以手及腳共八條觸鬚去攻擊人，並能將自己變大數倍。性格輕浮豪爽且散漫馬虎，因為地位比安娜孔蒂高，因此與她交談不說敬語。逃走時曾被星天使以「光之美少女光稜鎖鏈（Pretty Cure Prism Chain）」綑綁腳部，讓光之美少女、妙奇露絲及可可乘機帶往永恆博物館大本營救出普普。與光之美少女們到達大本營後，因安娜孔蒂發出其解僱通知後強制超獸化。超獸化後成為首個「光之美少女幻彩玫瑰大爆發（Pretty Cure Rainbow Rose Explosion）」的犧牲品。永恆博物館第二殉職者。
名稱源自於日文「章魚（Tako）」。
台灣和香港代理取名為。
後來在DX2中復活，與花天使交戰，最後超獸化和深海合體。
絲比列塔（Shibiretta）
配音：鈴木玲子（日本）；馮嘉德（台灣）；伍秀霞（香港）
永恆博物館的元老級成員，一位戴著巨大蘑菇帽子的老婦，性格暴躁且陰險狡猾，尤其喜歡欺騙光之美少女，受館長及安娜孔蒂認同的實力派老將。不同於其他幹部，只有本人並沒有變成動物的模樣。能夠將目標人物直接帶入故事書內，繼涅凡達哥斯之後，第二個與安娜孔蒂的關係不和的人，尤其是史可普跟涅凡達哥斯相繼殉職之後，更是加深了對安娜孔蒂的嘲諷並且在最後超獸化之後，成為「光之美少女幻彩玫瑰大爆發（Pretty Cure Rainbow Rose Explosion）」的第二個犧牲品。永恆博物館第五殉職者。
名稱源自於日文「裸蓋菇屬（Shibiretake）」。
台灣和香港代理取名為。
惡夢雙人組（Nightmare-duo）
伊索金（港譯：伊索）（Isohgin）
配音：長（日本）；李景唐（台灣）；李致林（香港）
也圖漢（港譯：亞多）（Yadokhan）
配音：乃村健次（日本）；吳文民（台灣）；劉奕希（香港）
自稱永恆博物館最強獵人搭檔組合，兩人皆為一搭一唱，性格皆為沉默寡言，但是戰鬥時脾氣會變得很暴躁。瘦削者是伊索金，而胖子為也圖漢。作戰時二人可合體。動作敏捷及攻守兼備，令光之美少女陷於苦戰。甚至連妙奇露絲暴風雪也只能使他們受皮外傷。於第2期第38集（ep.87）中因處於下風而內鬨，後被妙奇露絲及夢天使的組合必殺技消滅，永恆博物館第三及第四殉職者。是永恆博物館中出場時間最短的角色。
名稱分別源自於日文「海葵（Isoginchaku）」和「寄居蟹（Yadokari）」。

#### 怪物
貪婪使者（Hoshina）
配音：福松進紗（日本）；何承駿→張錦江（劇場版起）（香港）
第二話開始出場。永恆博物館的刺客物質。平時是閉著四隻眼晴的球體，附上物質後四隻眼睛會打開。被打敗後消失。
名稱源自於日文「想要（Hoshii）」。
台灣和香港代理取名為。

### 主角的家人

#### 夢原家
夢原惠美（Yumehara Megumi）
配音：日野由利加（日本）；馮嘉德（台灣）；沈小蘭（香港）
望的母親，經營一所名為「Espoir」的美容院，性格和望一樣開朗。和玲的母親夏木和代是學生時代的朋友。
「Espoir」即法文「希望」之意。
夢原勉（Yumehara Tsutomu）
配音：瀧知史（日本）；李景唐（台灣）；翟耀輝（香港）
望的父親，是個童話作家。

#### 夏木家
夏木和代（Natsuki Kazuio）
配音：淺野麻由美（日本）；楊凱凱（台灣）；梁少霞、陸惠玲（代配）（香港）
玲的母親，自營花店。和望的母親夢原惠從小就是好朋友，希的母親常以「小和」稱呼她。因擁有駕駛執照而經常駕駛其花店的貨車。
夏木優（Natsuki Yu）
配音：渡邊久美子（日本）；馮嘉德（台灣）；黃鳳英（香港）
玲的雙胞胎弟弟。
夏木愛（Natsuki Ai）
配音：雪野五月（日本）；林美秀（台灣）；張頌欣（香港）
玲的雙胞胎妹妹。

#### 春日野家
春日野米歇爾（Kasugano Michel）
配音：金丸淳一（日本）；李景唐（台灣）；張錦江（香港）
春日野麗的父親，法國人。因為於日本定居二十年之久而能說得一口流利日語。對小麗愛護有加。
春日野瑪莉亞（Kasugano Maria）
春日野麗過世的母親。生前是舞台劇女演員。
春日野平藏（Kasugano Heizou）
配音：中博史（日本）；吳文民（台灣）；陳永信（香港）
春日野麗的外祖父。與米歇爾為深交。同樣對小麗愛護有加。因其風趣性格，曾對望、玲、小町及香戀說出「如果我年輕五十年就能追求妳們了」的笑話。

#### 秋元家
秋元圓（Akimoto Madoka）
配音：永野愛（日本）；林美秀（台灣）；張頌欣（香港）
秋元小町的姐姐，由於跟小町長的很像，所以常被人搞錯。會騎重型機車，現在是美術系的大學生。

#### 水無月家
坂本（Jii-ya/Sakamoto）
配音：池田知聰（日本）；李景唐（台灣）；張炳強（香港）
水無月家的管家。

### 圣克鲁米埃鲁学园（L'École des Cinq Lumières）
台湾和香港代理翻译为夢想學園，学校校名源自法文，字面上的翻译则是「The School of the Five Lights（五彩之光学园）」。
增子美香（Masuko Mika）
配音：山田茉莉（日本）；馮嘉德（台灣）；黃玉娟（香港）
夢想學園二年級生。夢想學園新聞社社長暨「夢想學園報」總編輯，短頭髮戴眼鏡的女生。出場時總會帶著數位單眼相機及數位錄音機，並專業地採訪。因為近視太深，脫下眼鏡後連人的面孔也不能看清楚。新聞社共有5名成員，在33話回想以前一度因為美香的自我中心致使其他成員全部退社。
她是第一位知道光之美少女存在的普通人，並曾受光之美少女與惡夢軍團戰鬥的牽連，努力在校刊上記載光之美少女的事蹟。也是果果「夏」身分的大粉絲。
阿貴姨（Otaka）
配音：神代知衣（日本）；傅其慧（台灣）；黃鳳英、伍秀霞（代配）（香港）
夢想學園食堂校工。其爽快性格深得學生們的信賴。也間接給學生們一些有用的建議。真正身份是夢想學園理事長，從前是學校的老師，當上理事長後因為接觸學生的時間少之又少而化名為「阿貴姨」以便接觸學生，真名不詳。其理事長的身份只有望一行人與教務主任知道。
今野香織
配音：伊東久美子（日本）；楊凱凱（台灣）；高可慧（香港）
玲所屬夢想學園五人足球同好會的隊長。腳部患有舊傷。
齊藤美穗
配音：埴岡由紀子（日本）；曾佩儀（香港）
玲所屬夢想學園五人足球同好會的隊員。
中澤繪理
配音：道添愛美（日本）；謝潔貞（香港）
玲所屬夢想學園五人足球同好會的隊員。
山本亞紀
配音：沖佳苗（日本）；陳凱婷（香港）
玲所屬夢想學園五人足球同好會的隊員。
工藤真由
配音：工藤真由（日本）；梁少霞（香港）
一般學生特別客串。
宮本佳那子（Miyamoto Kanako）
配音：宮本佳那子（日本）；高可慧（香港）
一般學生特別客串。
森田佳美
配音：天野由梨（日本）；楊凱凱（台灣）；曾佩儀（香港）
在第2期第33話中登場。麗的同班同學。家裡經營咖哩屋。

### 其他角色
鷲雄浩太
配音：森訓久（日本）；吳文民（台灣）；雷霆（香港）
麗的經紀人。
名稱源自於東映動畫的製作人鷲尾天。
末廣未來
配音：今井由香（日本）；馮嘉德（台灣）；曾佩儀（香港）
圓的朋友，曾主動請求夏木玲替她設計一個婚禮當日所戴的頭飾。後來所拋花球被米露接獲。
羅塞特伯爵
配音：遊佐浩二（日本）；李景唐（台灣）；梁偉德（香港）
在「夢想學園」舊校舍出沒的幽靈，曾一度將玲誤認為他生前的戀人。
佳美之父　（在第2期登場）
配音：安井邦彥（日本）；吳文民（台灣）；張錦江（香港）
自營咖哩店。
佳美之母　（在第2期登場）
配音：加藤優子（日本）；傅其慧（台灣）；許盈（香港）
自營咖哩店。
聖誕老人　（在第2期登場）
配音：上田敏也（日本）；李景唐（台灣）；招世亮（香港）
田村憲司　（在第2期登場）
配音：田村憲司（日本）；吳文民（台灣）；張炳強（香港）
於第2期第17話登場的真人客串，說關西腔的搞笑藝人。

## 光之美少女的用具
光之美少女的變身器具（Pinky Catch／CureMo）
第1期為光之美少女變身手錶，可以用來捕捉光之精靈（Pinkies）；而第2期改為光之美少女變身手機，可以用來捕捉帕魯魯精靈（Palumins）。
《希望之力～成年光之美少女'23～》中得知光之美少女變身手機雖然被光之美少女們珍藏起來作為過去的回憶，但因不明原因而消失，但後續因為時間之花的關係而再次回到她們的手上。
魔法心願PDA（Dream Collet）（在第1期登場）
集齊五十五隻光之精靈（Pinkies）就可以實現一個人的願望。只能用一次。
光之美少女和諧套裝（Precure Symphony Set）（在第1期登場）
在第1期24話中光之美少女得到的新武器。夢天使的名為「Dream Torch」（夢想手電）、火天使的名為「Rouge Tact」（火红魔法棒）、檸檬天使的名為「Lemonade Castanet」（檸檬響板）、薄荷天使的名為「Mint Leaf」（薄荷之葉）、水天使的名為「Aqua Ribbon」（清水緞帶）。
妙奇調色盤（Milky Palette）（在第2期登場）
妙奇露絲的變身器具。可以直接使出必殺技—「Milky Rose藍色玫瑰風暴」。
玫瑰寶盒（RosePad）（在第2期登場）
通往光之玫瑰園（Cure Rose Garden）的關鍵，要藉著帕魯米王國和四鄰國王冠的力量才可以打開大門。
光之花劍（Cure Fleuret）（在第2期登場）
在第2期24話登場。可可得到王冠力量後，賜予光之美少女。夢天使的名為「Crystal Fleuret」（水晶花劍）、火天使的名為「Fire Fleuret」（火焰花劍）、檸檬天使的名為「Shining Fleuret」（閃耀花劍）、薄荷天使的名為「Protect Fleuret」（防護花劍）、水天使的名為「Tornado Fleuret」（龍捲花劍）。
妙奇手帳（Milky Note）（在第2期登場）
由果果設計和製造，可以與光之美少女變身手機和帕魯米王國通訊。
妙奇反光鏡（Milky Mirror）（在第2期登場）
在第2期31話登場。果果得到王冠力量後，使妙奇手帳的力量和妙奇調色盤結合，成為妙奇露絲的新力量。

## 電視動畫

### Yes! 光之美少女5
日本
「Yes! 5」
- 播放電視台及時間：朝日電視台，逢星期日早上8時30分至9時。
- 播放日期：2007年2月4日 - 2008年1月27日 全49話

台灣
「光之美少女FIVE」
- 播放電視台及時間：東森幼幼台，逢星期日晚上6時30分至7時（2009年12月6日起改為逢星期日下午5時30分至6時），以國語配音播出。
- 播放日期：2009年4月19日 - 2010年4月4日 全49話

香港
「Yes! 光之美少女」
- 播放電視台及時間：翡翠台，逢期六、日下午5時至5時30分，以粵語配音播出。
- 播放日期：2009年7月11日 - 2010年1月16日 全49話

#### 第1期各話標題
| 話數 | 標題（日文原文） | 標題（台灣東森幼幼台翻譯） | 標題（香港翡翠台翻譯）     | 劇本     | 演出              | 作畫監督                   | 美術              | 日本放送日    | 香港放送日     | 香港重播放送日 |
| ---- | ---------------- | -------------------------- | -------------------------- | -------- | ----------------- | -------------------------- | ----------------- | ------------- | -------------- | -------------- |
| 1    |                  | 希望的光之美少女誕生!      | 希望的Precure誕生!         | 成田良美 | 小村敏明          | 川村敏江                   | 行信三 增田龍太郎 | 2007年 2月4日 | 2009年 7月11日 | 2010年 6月24日 |
| 2    |                  | 熱情全開的火天使!                | 熱情全面爆發火天使!        | 成田良美 | 矢部秋則          | 河野宏之                   | 行信三 長惠美子   | 2月11日       | 7月12日        | 6月25日        |
| 3    |                  | 誰是活力四射的光之美少女?  | 誰是代表活力的Precure?     | 山下憲一 | 大塚隆史          | 飯島秀一                   | 行信三 增田龍太郎 | 2月18日       | 7月18日        | 6月28日        |
| 4    |                  | 代表和平的冰天使                 | 和平的冰天使               | 羽原大介 | 川田武範          | 高橋任治                   | 行信三 增田龍太郎 | 2月25日       | 7月19日        | 6月29日        |
| 5    |                  | 光之美少女的資格           | Precure的資格              | 清水東   | 岩井隆央          | 奧山美佳                   | 井芹達朗          | 3月4日        | 7月25日        | 6月30日        |
| 6    |                  | 光之美少女全員到齊!        | Precure全體到齊!           | 村山功   | 岡佳廣            | 篁馨 東美帆                | 行信三 增田龍太郎 | 3月11日       | 7月26日        | 7月1日         |
| 7    |                  | 好伙伴果果現身!                  | 好友果果現身               | 成田良美 | 座古明史          | 為我井克美                 | 井芹達朗          | 3月18日       | 8月1日         | 7月2日         |
| 8    |                  | 玲玲和小香超級不合                 | 玲玲和小香性格不合?        | 山下憲一 | 矢部秋則          | 青山充                     | 宮前光春          | 3月25日       | 8月2日         | 7月5日         |
| 9    |                  | 光之美少女曝光了!?         | Precure的身份曝光?         | 清水東   | 川田武範          | 粟井重紀 齋藤新明 田中宏紀 | 行信三 增田龍太郎 | 4月1日        | 8月8日         | 7月6日         |
| 10   |                  | 搶救肚子餓的果果!              | 救救飢餓的果果             | 村山功   | 志水淳兒          | 河野宏之                   | 須和田真          | 4月8日        | 8月9日         | 7月7日         |
| 11   |                  | 美美和可可的熱氣球                 | 美美和可可坐熱氣球         | 成田良美 | 岩井隆央          | 飯島秀一                   | 行信三 長惠美子   | 4月15日       | 8月22日        | 7月8日         |
| 12   |                  | 保護小麗的舞台!                | 保護小麗的舞台             | 清水東   | 大塚隆史          | 高橋任治                   | 宮前光春          | 4月22日       | 8月23日        | 7月9日         |
| 13   |                  | 玲玲決定好社團了!              | 玲玲要作決定               | 山下憲一 | 岡佳廣            | 川村敏江                   | 行信三 增田龍太郎 | 4月29日       | 8月29日        | 7月12日        |
| 14   |                  | 煩惱的學生會長小香                 | 煩惱的學生會會長           | 村山功   | 大塚健 松本理惠   | 奧山美佳                   | 須和田真          | 5月6日        | 8月30日        | 7月14日        |
| 15   |                  | 幹勁十足的小幫手美美!          | 越幫越忙的美美             | 村山功   | 矢部秋則          | 為我井克美                 | 行信三 長惠美子   | 5月13日       | 9月5日         | 7月15日        |
| 16   |                  | 叮叮放棄當小說家!?             | 叮叮放棄當小說家           | 成田良美 | 石平信司 座古明史 | 篁馨 川村敏江              | 井芹達朗          | 5月20日       | 9月6日         | 7月16日        |
| 17   |                  | 純情少女的愛情故事         | 純情少女的戀愛故事         | 佐藤勝一 | 川田武範          | 青山充                     | 行信三 增田龍太郎 | 5月27日       | 9月12日        | 7月19日        |
| 18   |                  | 突擊!小香的私生活              | 追擊小香的私生活           | 清水東   | 志水淳兒          | 河野宏之                   | 須和田真          | 6月3日        | 9月13日        | 7月20日        |
| 19   |                  | 挖掘小麗的秘密!                | 追查小麗的秘密             | 山下憲一 | 志田直俊 大塚隆史 | 飯島秀一                   | 行信三 長惠美子   | 6月10日       | 9月19日        | 7月21日        |
| 20   |                  | 光之美少女 發片當歌手!?    | Precure當歌手              | 佐藤勝一 | 長峯達也          | 高橋任治                   | 行信三 增田龍太郎 | 6月24日       | 9月20日        | 7月22日        |
| 21   |                  | 管家見習生米露登場!            | 見習守護生米露出場         | 村山功   | 岩井隆央          | 奧山美佳                   | 井芹達朗          | 7月1日        | 9月26日        | 7月23日        |
| 22   |                  | 離家出走大騷動!            | 米露離家出走大騷動!        | 清水東   | 矢部秋則          | 青山充                     | 行信三            | 7月8日        | 10月3日        | 7月26日        |
| 23   |                  | 大危機!惡夢邀請函          | 惡夢邀請信                 | 成田良美 | 座古明史          | 稻上晃                     | 行信三 長惠美子   | 7月15日       | 10月4日        | 7月27日        |
| 24   |                  | 五個人的新力量!            | 五人的新力量!              | 成田良美 | 小村敏明 松本理惠 | 川村敏江                   | 行信三 增田龍太郎 | 7月22日       | 10月10日       | 7月28日        |
| 25   |                  | 光之美少女集訓大作戰!      | Precure宿營大作戰          | 山下憲一 | 川田武範          | 篁馨                       | 井芹達朗          | 7月29日       | 10月11日       | 7月29日        |
| 26   |                  | 超級浪漫的渡假生活!        | 浪漫的渡假生活             |          | 岡佳廣            | 河野宏之                   | 須和田真          | 8月5日        | 10月17日       | 7月30日        |
| 27   |                  | 玲玲跟帥幽靈約會!?             | 玲玲和帥氣幽靈約會!?       | 村山功   | 大塚隆史          | 飯島秀一                   | 行信三 長惠美子   | 8月12日       | 10月18日       | 8月2日         |
| 28   |                  | 的夏日祭典奮鬥記           | 叮叮的夏日祭典奮鬥記       | 清水東   | 岩井隆央          | 高橋任治                   | 行信三 增田龍太郎 | 8月19日       | 10月24日       | 8月3日         |
| 29   |                  | 美美要當一日經紀人             | 美美的一日經理人經歷       | 佐藤勝一 | 志水淳兒 座古明史 | 奧山美佳                   | 井芹達朗          | 8月26日       | 10月25日       | 8月4日         |
| 30   |                  | 的決心和大家的力量!        | 米露的決心和大家的力量!    | 山下憲一 | 小村敏明 大塚隆史 | 青山充                     | 行信三            | 9月2日        | 10月31日       | 8月5日         |
| 31   |                  | 美美和可可的情書事件!          | 美美和可可的情信事件       | 成田良美 | 矢部秋則          | 稻上晃                     | 飯島由樹子        | 9月9日        | 11月1日        | 8月6日         |
| 32   |                  | 玲玲的幸福婚禮                 | 玲玲的快樂婚禮             |          | 川田武範          | 篁馨                       | 須和田真          | 9月16日       | 11月7日        | 8月9日         |
| 33   |                  | 大內幕!光之美少女獨家專訪! | 獨家報導Precure!           | 村山功   | 座古明史          | 川村敏江                   | 行信三 長惠美子   | 9月23日       | 11月8日        | 8月10日        |
| 34   |                  | 保護米露!白馬騎士小香              | 保護米露的白馬王子小香     | 佐藤勝一 | 大塚隆史          | 河野宏之                   | 行信三 增田龍太郎 | 9月30日       | 11月14日       | 8月11日        |
| 35   |                  | 果果的鑰匙和的心           | 果果的鑰匙和叮叮的心       | 成田良美 | 岩井隆央          | 飯島秀一                   | 井芹達朗          | 10月7日       | 11月15日       | 8月12日        |
| 36   |                  | 目標跑完全程!馬拉松大賽    | 馬拉松賽跑，目標跑畢全程   | 清水東   | 三塚雅人          | 奧山美佳                   | 飯島由樹子        | 10月14日      | 11月21日       | 8月13日        |
| 37   |                  | 可可的健康大作戰           | 可可的健康大作戰           |          | 矢部秋則          | 高橋任治                   | 飯島由樹子        | 10月21日      | 11月22日       | 8月16日        |
| 38   |                  | 光之美少女的灰姑娘童話     | Precure 灰姑娘故事         | 村山功   | 川田武範          | 稻上晃                     | 飯島由樹子        | 10月28日      | 11月28日       | 8月17日        |
| 39   |                  | 超恐怖!狄絲現身                | 狄絲出現                   | 成田良美 | 大塚健 小村敏明   | 袴田裕二                   | 須和田真          | 11月11日      | 11月29日       | 8月18日        |
| 40   |                  | 打探理事長的真實身份!      | 查探理事長的真實身份       | 清水東   | 垂永士 三塚雅人   | 篁馨                       | 飯島由樹子        | 11月18日      | 12月5日        | 8月19日        |
| 41   |                  | 心意相通的叮叮和小麗               | 小麗、叮叮心意互通         | 佐藤勝一 | 座古明史          | 河野宏之                   | 飯島由樹子        | 11月25日      | 12月13日       | 8月20日        |
| 42   |                  | 玲玲和的秘密約定           | 玲玲和小香的秘密約定       | 山下憲一 | 岩井隆央          | 飯島秀一                   | 行信三 長惠美子   | 12月2日       | 12月19日       | 8月24日        |
| 43   |                  | 叮叮的決心和果果的未來         | 叮叮的決心同果果的未來     | 村山功   | 西尾大介          | 奧山美佳                   | 井芹達朗          | 12月9日       | 12月20日       | 8月25日        |
| 44   |                  | 怎麼樣才算稱職管家?        | 守護生是怎樣的人?          |          | 川田武範          | 青山充                     | 行信三 增田龍太郎 | 12月16日      | 12月26日       | 8月26日        |
| 45   |                  | 美美和可可的聖誕節誓言         | 美美和可可的聖誕誓詞       | 成田良美 | 矢部秋則          | 高橋任治                   | 飯島由樹子        | 12月23日      | 2010年 1月2日  | 8月27日        |
| 46   |                  | 里諾的陰險計謀!                | 里諾的無情策略!            | 清水東   | 三塚雅人          | 宮本繪美子                 | 行信三 長惠美子   | 2008年 1月6日 | 1月3日         | 8月30日        |
| 47   |                  | 奪回魔法心願PDA!           | 要取回魔法心願PDA          | 佐藤勝一 | 石平信司 大塚隆史 | 青山充                     | 須和田真          | 1月13日       | 1月9日         | 8月31日        |
| 48   |                  | 希望VS絕望 最後的對決!     | 希望，絕望，最後對決       | 村山功   | 大塚健 座古明史   | 奧山美佳                   | 飯島由樹子        | 1月20日       | 1月10日        | 9月1日         |
| 49   |                  | 夢想與希望 光之美少女FIVE! | 有夢想，有希望的Precure 5! | 成田良美 | 岩井隆央          | 河野宏之                   | 井芹達朗          | 1月27日       | 1月16日        | 9月2日         |

### Yes! 光之美少女5GoGo!
日本
「Yes! 5GoGo!」
- 播放電視台及時間： 朝日電視台、逢星期日早上8時30分至9時
- 播放日期： 2008年2月3日 - 2009年1月25日 全48話

台灣
「光之美少女5 GOGO!」
- 播放電視台及時間：東森幼幼台，逢星期日下午5時30分至6時（2010年7月18日起改為逢星期日下午5時至5時30分），以國語配音播出。
- 播放日期：2010年4月11日 - 2011年3月19日 全48話

香港
「Yes! 光之美少女 GO GO!」
- 播放電視台及時間：翡翠台，逢期六、日下午5時至5時30分，以粵語配音播出，重播以粵日雙語播出。
- 播放日期：2010年11月6日 - 2011年5月1日  全48話

#### 第2期各話標題
| 話數 | 標題（日文原文） | 標題（台灣東森幼幼台翻譯）     | 標題（香港翡翠台翻譯）           | 劇本              | 演出              | 作畫監督   | 美術       | 日本放送日    | 香港放送日     | 香港重播放送日 |
| ---- | ---------------- | ------------------------------ | -------------------------------- | ----------------- | ----------------- | ---------- | ---------- | ------------- | -------------- | -------------- |
| 1    |                  | 光之美少女復活!                | Precure復活!                     | 成田良美          | 小村敏明          | 青山充     | 行信三     | 2008年 2月3日 | 2010年 11月6日 | 2012年 9月3日  |
| 2    |                  | 美美與可可 苦惱的重逢                  | 望美與可可 煩惱的重逢            | 成田良美          | 石平信司 松本理惠 | 飯島秀一   | 須和田真   | 2月10日       | 11月7日        | 9月4日         |
| 3    |                  | 快遞員普普的朋友                   | 普普的朋友                       | 佐藤勝一          | 矢部秋則          | 奧山美佳   | 猿谷勝己   | 2月17日       | 11月13日       | 9月5日         |
| 4    |                  | 幫送劇本!                      | 幫小麗送劇本!                    | 村山功            | 大塚隆史          | 篁馨       | 井芹達朗   | 2月24日       | 11月14日       | 9月6日         |
| 5    |                  | 給學生會長小香的信                 | 給學生會會長小香的信             |                   | 川田武範          | 青山充     | 花村弘喜   | 3月2日        | 11月21日       | 9月7日         |
| 6    |                  | 多拿滋國王甦醒了!                    | 多拿滋國王蘇醒了!                | 村山功            | 三塚雅人          | 高橋任治   | 井芹達朗   | 3月9日        | 11月27日       | 9月10日        |
| 7    |                  | Let's Go!帕魯米王國!                     | 一起去蝴蝶酥王國!                | 成田良美          | 長峯達也          | 河野宏之   | 須和田真   | 3月16日       | 11月28日       | 9月11日        |
| 8    |                  | 普普與神祕信件!                    | 普普和一封神秘信件!              |                   | 岩井隆央          | 為我井克美 | 猿谷勝己   | 3月23日       | 12月4日        | 9月12日        |
| 9    |                  | 名偵探登場!                    | 名偵探叮叮登場!                  | 清水東            | 大塚健 座古明史   | 飯島秀一   | 井芹達朗   | 3月30日       | 12月5日        | 9月13日        |
| 10   |                  | 出現了!藍玫瑰的力量!           | 藍色玫瑰力量出現!                | 佐藤勝一          | 松本理惠          | 奧山美佳   | 增田龍太郎 | 4月6日        | 12月11日       | 9月14日        |
| 11   |                  | 華麗變身!!                     | 華麗變身!紫天使!                 | 佐藤勝一          | 石平信司 大塚隆史 | 青山充     | 花村弘喜   | 4月13日       | 12月12日       | 9月17日        |
| 12   |                  | 來了!                          | 美美野露米來做插班生!            |                   | 矢部秋則          | 篁馨       | 須和田真   | 4月20日       | 12月18日       | 9月18日        |
| 13   |                  | 惡夢童話世界!                  | 惡夢的童話世界!                  | 成田良美          | 川田武範          | 宮本繪美子 | 井芹達朗   | 4月27日       | 12月25日       | 9月19日        |
| 14   |                  | 的秘密!                        | 紫天使的秘密!                    | 村山功            | 座古明史          | 高橋任治   | 猿谷勝己   | 5月4日        | 12月26日       | 9月20日        |
| 15   |                  | 與魔豆                         | 玲玲與大豆樹                     | 清水東            | 石平信司 三塚雅人 | 河野宏之   | 增田龍太郎 | 5月11日       | 2011年 1月1日  | 9月21日        |
| 16   |                  | 和叮叮的糖果屋                     | 小香與叮叮的糖果屋               | 山下憲一          | 岩井隆央          | 為我井克美 | 須和田真   | 5月18日       | 1月2日         | 9月24日        |
| 17   |                  | 田憲先生的寶物                 | 田村見的寶物                     | 佐藤勝一          | 松本理惠 大塚健   | 飯島秀一   | 行信三     | 5月25日       | 1月8日         | 9月25日        |
| 18   |                  | 傳遞給大家！小麗的歌聲             | 將小麗的歌聲送給大家             | 成田良美          | 大塚隆史          | 飯飼一幸   | 花村弘喜   | 6月1日        | 1月9日         | 9月26日        |
| 19   |                  | 浦島小香與烏龜米露!?               | 浦島小香和海龜米露!?             | 山下憲一          | 三塚雅人          | 青山充     | 井芹達朗   | 6月8日        | 1月15日        | 9月27日        |
| 20   |                  | 和圓香 姊妹倆的夢想            | 叮叮和圓香的夢想                 | 村山功            | 矢部秋則          | 奧山美佳   | 增田龍太郎 | 6月22日       | 1月22日        | 9月28日        |
| 21   |                  | 滿滿的友情 大家一起做便當!     | 友情滿溢 一起做便當!             |                   | 川田武範          | 高橋任治   | 猿谷勝己   | 6月29日       | 1月23日        | 10月3日        |
| 22   |                  | 超級努力的美美老師!                | 美美老師很努力!                  | 小村敏明 大塚隆史 | 河野宏之          | 須和田真   | 7月6日     | 1月30日       | 10月4日        |                |
| 23   |                  | 普普背叛了大家!?                   | 普普背叛大家!?                   | 山下憲一          | 松本理惠          | 青山充     | 井芹達朗   | 7月13日       | 2月5日         | 10月8日        |
| 24   |                  | 光之美少女的新力量!            | Precure 5 新的力量!              | 成田良美          | 黑田成美 志田直俊 | 宮本繪美子 | 花村弘喜   | 7月20日       | 2月6日         | 10月9日        |
| 25   |                  | 仲夏的惡夢雙人組               | 盛夏的惡夢二人組                 | 村山功            | 石平信司 座古明史 | 飯島秀一   | 增田龍太郎 | 7月27日       | 2月12日        | 10月10日       |
| 26   |                  | 光之美少女現身大都會!          | Precure 在大都會出現!            | 佐藤勝一          | 宮繁之 三塚雅人   | 篁馨       | 猿谷勝己   | 8月3日        | 2月13日        | 10月11日       |
| 27   |                  | 玲玲vs大江戶妖怪!                  | 玲玲對大江戶妖怪!                | 清水東            | 大塚隆史          | 青山充     | 井芹達朗   | 8月17日       | 2月19日        | 10月12日       |
| 28   |                  | 可可的新娘登場                     | 可可的新娘出場!?                 |                   | 岩井隆央          | 飯飼一幸   | 須和田真   | 8月24日       | 2月20日        | 10月15日       |
| 29   |                  | 在高原上和帥哥打網球!?         | 在高原上跟英俊的男人打網球!?     | 山下憲一          | 川田武範          | 奧山美佳   | 井芹達朗   | 8月31日       | 2月26日        | 10月16日       |
| 30   |                  | 國王的力量與果果的煩惱             | 王者力量和果果的煩惱             | 成田良美          | 宮繁之 松本理惠   | 高橋任治   | 花村弘喜   | 9月7日        | 2月27日        | 10月17日       |
| 31   |                  | 的新力量!                      | 紫天使的新力量!                  | 村山功            | 石平信司 座古明史 | 河野宏之   | 增田龍太郎 | 9月14日       | 3月5日         | 10月18日       |
| 32   |                  | 小小的大冒險                   | 小小大冒險!                      | 清水東            | 矢部秋則          | 宮本繪美子 | 井芹達朗   | 9月21日       | 3月6日         | 10月19日       |
| 33   |                  | 勤奮的小麗與咖哩飯專賣店           | 努力的小麗和咖哩屋的主人         | 佐藤勝一          | 山崎和男 岩井隆央 | 飯島秀一   | 猿谷勝己   | 9月28日       | 3月12日        | 10月22日       |
| 34   |                  | 含淚離別!可麗的告白            | 傷心的分離!可麗的表白            |                   | 三塚雅人          | 青山充     | 須和田真   | 10月5日       | 3月13日        | 10月23日       |
| 35   |                  | 布比衝擊性的發言!              | 布比的震撼言論!                  | 村山功            | 小村敏明 黑田成美 | 飯飼一幸   | 井芹達朗   | 10月12日      | 3月19日        | 10月24日       |
| 36   |                  | 危險!Five DE Chance!（上集）   | 危險的“五次機會”!（上集）        | 清水東            | 松本理惠          | 奧山美佳   | 增田龍太郎 | 10月19日      | 3月20日        | 10月25日       |
| 37   |                  | 危險!Five DE Chance!（下集）   | 危險的“五次機會”!（下集）        | 佐藤勝一          | 座古明史 大塚健   | 東美帆     | 花村弘喜   | 10月26日      | 3月26日        | 10月26日       |
| 38   |                  | 兩人的力量 夢天使與紫天使!!          | 兩人的力量 夢天使和紫天使!!      | 成田良美          | 志水淳兒          | 河野宏之   | 井芹達朗   | 11月9日       | 3月27日        | 10月29日       |
| 39   |                  | 搶救蒙布朗國王!                | 搶救蒙布朗國王!                  | 山下憲一          | 岩井隆央          | 篁馨       | 須和田真   | 11月16日      | 4月2日         | 10月30日       |
| 40   |                  | 奪回的歌聲!                    | 要奪回小麗的歌聲!                | 清水東            | 石平信司 黑田成美 | 青山充     | 井芹達朗   | 11月23日      | 4月3日         | 10月31日       |
| 41   |                  | 玲玲跟帥哥約會!?                   | 玲玲和百井約會!?                 | 佐藤勝一          | 川田武範          | 川村敏江   | 猿谷勝己   | 11月30日      | 4月9日         | 11月2日        |
| 42   |                  | 叮叮的決心與天方夜譚               | 叮叮的決心及一千零一夜           |                   | 小村敏明 三塚雅人 | 高橋任治   | 井芹達朗   | 12月7日       | 4月10日        | 11月5日        |
| 43   |                  | 恐怖的永恆博物館館長!          | 恐怖的永恆博物館館長!            | 成田良美          | 石平信司 岩井隆央 | 飯飼一幸   | 花村弘喜   | 12月14日      | 4月16日        | 11月6日        |
| 44   |                  | 大家的禮物快送到!              | 把禮物送給大家!                  | 村山功            | 植田秀仁 黑田成美 | 飯島秀一   | 增田龍太郎 | 12月21日      | 4月17日        | 11月7日        |
| 45   |                  | 光之玫瑰園的門出現了!          | Cure Rose Garden之門出現!        | 山下憲一          | 松本理惠          | 奧山美佳   | 須和田真   | 2009年 1月4日 | 4月23日        | 11月8日        |
| 46   |                  | 一籌莫展!被没收的光之美少女!   | 命懸一線! Precure被石化!         | 佐藤勝一          | 座古明史          | 河野宏之   | 井芹達朗   | 1月11日       | 4月24日        | 11月9日        |
| 47   |                  | 讓心合而為一!藍玫瑰的奇蹟!!    | 心意合一!藍色玫瑰的奇蹟!!        | 成田良美          | 志田直俊 黑田成美 | 篁馨       | 猿谷勝己   | 1月18日       | 4月30日        | 11月12日       |
| 48   |                  | 邁向未來!永垂不朽的光之美少女! | 奔向未來! Precure堅持到底的精神! | 成田良美          | 小村敏明          | 川村敏江   | 飯島由樹子 | 1月25日       | 5月1日         | 11月13日       |

### 製作人員
- 企劃：大野逸雄（ABC）、鶴崎りか（ADK）、清水慎治
- 製作人：龜田雅之（ABC）、麻生一宏（ADK）、鷲尾天
- 原作：東堂泉
- 連載：講談社「Nakayoshi」（漫画：上北雙子）
- 系列構成：成田良美
- 音樂：佐藤直紀
- 製作擔當：坂井和男
- 美術設計：行信三
- 彩色設計：澤田豐二
- 人物設計：川村敏江
- 系列監督：小村敏明
- 制作協力：東映
- 制作：ABC、ADK、東映動畫

### 主題曲
Yes! 光之美少女5
片頭曲『プリキュア5、スマイル go! go!』
作詞：只野菜摘、作曲：岩切芳郎、編曲：家原正樹、歌：工藤真由
前期片尾曲『キラキラしちゃってMy True Love!』（第1話～第32話）
作詞：佐佐木美和、作曲：marhy、編曲：久保田光太郎&marhy、歌：宮本佳那子
後期片尾曲『ガンバランスdeダンス～夢見る奇跡たち～』（第33話～第49話）
作詞：青木久美子、作曲：小杉保夫、編曲：多田三洋、歌：宮本佳那子withぷりきゅあ5
台灣片頭曲『プリキュア5、スマイル go! go!』
作曲：岩切芳郎、編曲：家原正樹、歌：艾摩新
香港片頭曲『1 2 3 4 Wonderful 5』（第3話～第49話）
作詞：鄭櫻綸、作曲：岩切芳郎、編曲：？、歌：樂瞳
插入歌「とびっきり!勇気の扉（ドア）」（第20話、第29話）
作詞：只野菜摘、作曲：高取秀明、編曲：籠島裕昌、歌：春日野麗（伊瀬茉莉也）
Yes! 光之美少女5 GoGo!
片頭曲『プリキュア5、フル・スロットルGoGo!』
作詞：只野菜摘、作曲：間瀬公司、編曲：家原正樹、歌：工藤真由withぷりきゅあ5
- 特別版片頭曲

第36話至第41話片頭曲有使用到「電影Yes! 光之美少女5GoGo! 甜點王國歡樂的生日聚會♪」的部分畫面。
前期片尾曲『手と手つないでハートもリンク!!』（第1話～第29話）
作詞：青木久美子、作曲：岩切芳郎、編曲：籠島裕昌、龜山耕一郎、歌：宮本佳那子withヤング・フレッシュ
後期片尾曲『ガンバランスdeダンス〜のリレー〜』（第30話～第48話）
作詞：青木久美子、作曲：小杉保夫、編曲：籠島裕昌、歌：キュア・カルテット
台灣片尾曲『ガンバランスdeダンス〜のリレー〜』（第11話～第48話）
作曲：小杉保夫、編曲：籠島裕昌、歌：草莓姐姐、彩虹姐姐、蝴蝶姐姐
香港片頭曲『Go Go! 美少女!』（第3話～第14話）
作詞：鄭櫻綸、作曲：間瀬公司、編曲：？、歌：陳慧敏
上述話數於重播時，播回日語片頭曲。
插入歌
OST1「ツイン・テールの魔法」（第18話、第37話）
作詞：只野菜摘、作曲：前田克樹、編曲：籠島裕昌、歌：春日野麗（伊瀬茉莉也）
OST2「明日、花咲く。笑顔、咲く。」（第48話）
作詞：青木久美子、作曲：小杉保夫、編曲：高木洋、歌：ぷりきゅあ5 plus くるみ、Chorus：キュア・カルテット

## 劇場版

### 電影 Yes! 光之美少女5 鏡之國的奇蹟大冒險!

- 日本上映日期：2007年11月10日
- 台灣於2011年8月7日在東森幼幼台播放時譯名：光之美少女電影版－勇闖鏡之國
- 香港於2012年1月1日在翡翠台播放時譯名：Yes!光之美少女：鏡之國奇蹟大冒險。

#### 故事簡介
光之美少女在參加樂園舉辦的禮服舞會時，發現可可與果果消失不見，並遭受一對兄弟攻擊。經詢問後，原來兄弟倆被壞人利用，所居住的「鏡之國」(Mirror Kingdom)被「鏡影」所掌控。光之美少女因而勇闖鏡之國，與鏡影、黑暗光之美少女們決戰鏡之國。

#### 登場人物
阿左（港譯：左令子）（ヒダリン，Hidarin）、阿右（港譯：右令子）（ミギリン，Migirin）
配音：THE・TACCHI（日本）；林士程（阿左）、李景唐（阿右）（台灣）；巫哲棋（左令子）、胡家豪（右令子）（香港）
居住於鏡之國的孿生兄弟，阿左前髮是綠色，而阿右前髮則是藍色。兩人均持有能呼喚神奇力量的奇蹟電筒。原本負責守護鏡之國的五色水晶，可是被陰影強奪及變成其手下。被光之美少女擊敗回復原狀後變得膽小如鼠。後來光之美少女與陰影陷於苦戰時使用奇蹟電筒為她們解圍。現實中日本的兩名配音員也是孿生兄弟。
鏡影（Shadow）
配音：朴璐美（日本）；馮嘉德（台灣）；陸惠（香港）
奪取鏡之國五色水晶並支配鏡之國的人物。為了奪取魔法心願PDA（Dream Collet）而對光之美少女發動攻擊。企圖以鏡之力將所有精靈手到拿來，成為全世界的支配者。在奪得54隻精靈及魔法心願PDA（Dream Collet）後許願時，因最後一隻精靈藏於星天使的變身錶內而失敗告終。惱羞成怒下將保護夢天使的闇之夢天使一拳擊倒，後被盛怒的夢天使以夢天使水晶攻擊打跌後巨大化。最後被光之美少女夢想旋風消滅。
後來在DX3中復活，負責搜索虹色之花，最終捕捉妖精們時被露露、姆姆、芙芙、可可、果果、普普、塔多、希風、希普蕾、可芙蕾、波普莉和哈咪以奇跡手電筒再度消滅。
黑暗光之美少女（Dark Precure 5）
鏡影利用鏡之國五色水晶創造，光之美少女的複製體。獲得鏡影的力量後，以不疲之身戰鬥。她們對自己高強的戰鬥力充滿自信，並鄙視友情為脆弱心靈的象徵。與光之美少女於自己的異空間中各自進行戰鬥。
闇之夢天使（Dark Dream）
配音：西村千奈美（日本）；楊凱凱（台灣）；魏惠娥（香港）
代表顏色：  粉红色
梦天使的复制体翻版，最先诞生的暗之美少女成员。于镜中观察光之美少女。喜怒形于色，对正身希于游乐场中快乐的笑脸感到好奇。平常近身以格斗术，远距以能量弹作战斗手段。与梦天使交战间，听到梦天使说出同伴是人们成长历程中的重要元素的一番话，败于梦天使手上后与梦天使和解并一同离开异空间，之后倒戈相向带领光之美少女到镜影所在地。最后以身体挡下镜影打向梦天使的一记重拳后消失，变回有裂痕的粉红色水晶。
闇之火天使（Dark Rouge）
配音：長澤美樹（日本）；傅其慧（台灣）；張頌欣（香港）
代表顏色：  红色
火天使的复制体翻版。与黑梦天使一样对自己的战斗力充满自信。主要招式有射程广泛连射性能高的黑暗烈火，追尾弹及楕圆形大型光弹等，以远距离战斗为主力。最后被火天使以火天使燃燒攻擊击败，变回橙红色水晶。
闇之檸檬天使（Dark Lemonade）
配音：釘宮理惠（日本）；林美秀（台灣）；黃淑芬（香港）
代表顏色：  黄色
柠檬天使的复制体翻版。对馁战馁败的柠檬天使像猫捉老鼠般无情地追击。近战时用黑暗星旋风足技，远距离则用脚踢出三段式弯月形光束。后籍水晶力量唱出黑暗歌声，最后被柠檬天使以星天使閃耀光束攻擊击败，变回黄色水晶。
闇之薄荷天使（Dark Mint）
配音：皆口裕子（日本）；楊凱凱（台灣）；陳琴雲（香港）
代表顏色：  緑色
薄荷天使的复制体翻版。外观与正身一样温厚，实则冷酷无情兼好战。冷笑道出守护朋友的力量毫无用处所以自己已经舍弃。招式有环绕自身向敌方高速攻击的黑暗散弹枪，能轻易将光之美少女薄荷防护罩击碎。最后一拳击向冰天使雪光盾，黑暗防身光罩反射向自己而败北，临消失前被薄荷天使说的话打动后流泪，最后变回绿色水晶。
闇之水天使（Dark Aqua）
配音：木內玲子（日本）；馮嘉德（台灣）；黃玉娟（香港）
代表顏色：  藍色
水天使的复制体翻版。排外的性格与正身接近，水天使形容她酷似未成为光之美少女前的自己。与水天使同样用剑交战，但黑水天使的剑能巨大化及射出光弹。最后因略勝一籌而被水天使以水天使龍捲攻擊击败，变回蓝色水晶。

### 電影Yes! 光之美少女5GoGo! 甜點王國歡樂的生日聚會♪

- 日本上映日期：2008年11月8日
- 台灣於2011年8月14日在東森幼幼台播放時譯名：光之美少女電影版－甜點王國大作戰
- 香港於2014年12月25日在TVB兒童台播放時譯名：Yes!光之美少女GoGo－甜品王國，並於2015年4月3日在翡翠台重播。

#### 故事簡介
望美生日宴會時，布比突然出現追趕甜點王國(Dessert Kingdom)的「巧克娜」公主，並且奪走望的生日蛋糕逃走。巧克娜公主為了答謝光之美少女的幫忙，便招待大家前往甜點王國。
光之美少女正在享受美味的甜點時，邪惡的「穆舒凡」帶著其手下向光之美少女迎面而戰，企圖將光之美少女變成乾糧、冰品及巧克力，並控制甜品女王和可可。為了保護甜點王國，光之美少女將與敵人奮戰到底。

#### 登場人物
巧克娜（Chocola）
配音：川田妙子（日本）；馮嘉德（台灣）；羅孔柔（香港）
代表顏色：  粉红色
甜點王國的公主。招待光之美少女一行人前往甜點王國。因不時將甜點送給帕魯米王國而與可可及果果相識。头箍上有一盏奇迹手电筒，她亦是将梦天使进化成闪耀梦天使的关键人物。甜点女王被穆舒凡控制时也是因她的拥抱告白而令女王清醒。
名稱源自於英文「巧克力」。
甜點女王（Queen Dessert）
配音：土井美加（日本）；傅其慧（台灣）；曾佩儀（香港）
甜點王國的女王。普普受女王差遣將甜點運送兩國之間。曾一度受穆舒凡控制，其间将王宫的支柱吃掉一部份，后因巧克娜的拥抱告白而回复清醒。
穆舒凡（Mushiban）
配音：大塚明夫（日本）；李景唐（劇場版）、陳彥鈞（DX3）（台灣）；陳永信（香港）
以想吃美味的點心的理由而佔領甜點王國。控制甜品女王及可可的幕后黑手。最后被闪耀梦天使使出光之美少女星光解放，轰成蜂巢后消失。
后来在DX3中复活，與沙羅影聯手交戰黑天使、花天使、夢天使、桃天使、花蕾天使、旋律天使，最後超獸化被夢天使、火天使、星天使、冰天使和水天使先後以光之美少女寶石弓箭、光之美少女翡翠圓盤、光之美少女烈焰火球、光之美少女光稜鎖鏈、光之美少女花蝶流星 再度消滅。
名稱源自於日文「蛀牙」。
畢達（Bitter）
配音：松風雅也（日本）；李景唐（台灣）；鍾見麟（香港）
穆舒凡手下之一，實際上亦是被穆舒凡控制的人。金髮黑皮膚的青年，嗜吃辛辣及熱食。与柠檬天使及薄荷天使交战时被二人的组合必杀技击败。于片尾曲中曾一度现身。
名稱源自於英文「苦味」。
杜雷（Dry）
配音：石田彰（日本）；林士程（台灣）；鄧志堅（香港）
穆舒凡手下之一，也是畢達的搭檔，實際上亦是被穆舒凡控制的人。銀髮白皮膚戴眼鏡的青年，外表斯文本性卻粗暴好戰。与火天使及水天使交战时被二人的组合必杀技击败。于片尾曲中曾一度现身。
名稱源自於英文「乾燥的」。

#### 片尾曲
三船美佳&THE TRA★BRYU with Renon「Birthday Party」

#### All Stars 短篇電影
超～短篇 光之美少女系列 GOGO 夢幻的現場演唱會！
與「電影 Yes! 光之美少女5GoGo! 甜點王國歡樂的生日聚會♪」同時上映，附錄於劇中的短篇電影，連結了不同來歷、背景的歷代光之美少女(光之美少女 Max Heart、光之美少女Splash Star和Yes! 光之美少女5 GoGo！)，以特別版OVA方式呈現的五週年紀念作。
由於此電影上映之後《光之美少女：幸福精靈Fresh!》才開始播出，因此劇中只出現前三代共十一位光之美少女，在此作衍生的All Stars 系列電影「光之美少女 All Stars DX」中才加入《光之美少女：幸福精靈Fresh!》的三位主角。

#### 登場人物
黑影巨人
配音：梁田清之（日本）

### All Stars 系列電影
主條目：All Stars 系列電影
光之美少女 All Stars DX 大家都是朋友☆奇蹟的全員大集合！
光之美少女 All Stars DX2 希望之光☆守護彩虹寶石！
光之美少女 All Stars DX3 傳達到未來！連結世界☆彩虹之花！
光之美少女 All Stars New Stage 未來的朋友
光之美少女 All Stars New Stage2 心之朋友
光之美少女 All Stars New Stage3 永遠的朋友
光之美少女 All Stars 春之嘉年華♪
光之美少女 All Stars 大家歌唱吧♪奇跡的魔法！
HUG！光之美少女♡光之美少女 All Stars Memories
電影 Healin' Good ♥ 光之美少女 夢想的小鎮心動不已！GoGo！大變身！！
光之美少女 All Stars F

## 延伸性續集
- 《希望之力～成年光之美少女'23～》

## 獎項
- 由陳慧敏演唱之香港區粵語版片頭曲《Go Go! 美少女!》曾於新城電台兒童節目《星期日大菠蘿》的「勁爆兒歌榜」環節連續 2 星期成為冠軍歌曲（2012年1月15日及2012年1月22日）

## 軼聞
- 本劇第1期在台灣東森幼幼台以「光之美少女FIVE」的名義播出（第2期則以「光之美少女5 GoGo!」的名義播出），而原本的《Yes! 光之美少女5》的Logo則繼續沿用；另外本劇第1期在香港無電視則以「Yes! 光之美少女」的名義播出（第2期則以「Yes! 光之美少女 GoGo!」的名義播出）。
- 本劇的台港大陆三地翻譯差異極大，詳情請點選頁面右上角的字詞轉換按鈕。
- 2009年4月18日在台灣東森幼幼台播出的《Yes! 光之美少女5夢想學園》特別節目中，除了預告本劇第1期劇情內容之外，還公布了本劇第1期的國語翻唱版片頭曲，以及本劇第1期台灣配音陣容等相關資訊。
- 台灣版本的第1期中文翻唱版片頭曲中，片頭動畫加入了五隻主角造型的大布偶以及東森幼幼台工作人員載歌載舞的畫面，並穿插原本的片頭動畫部分片段剪輯而成；另外除了第2期第11話起開始播第二首中文片尾曲外，其他皆未播放；第2期片頭曲在台灣以日文原音播出。而香港版本的第1期粵語翻唱版片頭曲中則不對片頭動畫有所更動；而兩首片尾曲則照常以日文原音播出，第2期的粵語翻唱版片頭曲亦沒有對片頭動畫作出更動，但於第14話[10]後因不知名的原因而轉回日文版主題曲。[12]
- 本系列的原始設定以畫面長寬比為16:9的HD規格播出，但在台灣版本則改為畫面長寬比4:3的一般規格播出，移除了畫面上下兩邊的黑框（Letterbox），使得畫面中人物與背景在畫面寬度不變、高度加大的情況下被連帶拉高；而香港版本則沿用日本的原始畫面長寬比16:9的設定播出。

## 電視節目的變遷
| 日本 朝日放送、朝日電視台 星期日 8:30-9:00節目 | 日本 朝日放送、朝日電視台 星期日 8:30-9:00節目                                                                               | 日本 朝日放送、朝日電視台 星期日 8:30-9:00節目 |
| ---------------------------------------------- | --- | ---------------------------------------------- |
|                                                | Yes! 光之美少女5 （第1期） （2007年2月4日－2008年1月27日） ↓ Yes! 光之美少女5GoGo! （第2期） （2008年2月3日－2009年1月25日） |                                                |
| 光之美少女Splash Star                          | 光之美少女：幸福精靈Fresh!                                                                                                   |                                                |

| 台灣 東森幼幼台 期日 18:30-19:00節目 2009年12月6日起 17:30-18:00 2月14日、2月21日 暫停播出                                                                                       | 台灣 東森幼幼台 期日 18:30-19:00節目 2009年12月6日起 17:30-18:00 2月14日、2月21日 暫停播出 | 台灣 東森幼幼台 期日 18:30-19:00節目 2009年12月6日起 17:30-18:00 2月14日、2月21日 暫停播出 |
| --- | ------------------------------------------------------------------------------------------ | ------------------------------------------------------------------------------------------ |
| | 光之美少女FIVE （第1期） （2009年4月19日－2010年4月4日）                                   |                                                                                            |
| 海綿寶寶 | 光之美少女5 GoGo! （第2期）                                                                |                                                                                            |
| 台灣 東森幼幼台 星期日 17:30-18:00節目 7月18日起 17:00-17:30 8月1日起 17:30-18:00 8月28日起 星期六 17:00-17:30 2011年1月22日 16:00-16:30 2月26日 15:00-15:30 8月22日,2月5日 暫停播出 |                                                                                            |                                                                                            |
| 光之美少女FIVE （第1期） | 光之美少女5 GoGo! （第2期） （2010年4月11日－2011年3月19日）                               | 海綿寶寶 重播                                                                              |
| 台灣 東森幼幼台 星期日 07:30-09:00節目 |                                                                                            |                                                                                            |
| - | Yes! 光之美少女5電影版 勇闖鏡之國 （2011年8月7日）                                         | Yes! 光之美少女5 GoGo!電影版 甜點王國大作戰                                                |
| 台灣 東森幼幼台 星期日 07:30-09:00節目 |                                                                                            |                                                                                            |
| Yes! 光之美少女5電影版勇闖鏡之國 | Yes! 光之美少女5 GoGo!電影版 甜點王國大作戰 （2011年8月14日）                              | 光之美少女 ALLSTARS首部曲 閃亮大集合                                                       |

| 香港 翡翠台 期六、日 17:00－17:30 2009年8月15-16日、9月27日、12月6日、12月12日 停播        | 香港 翡翠台 期六、日 17:00－17:30 2009年8月15-16日、9月27日、12月6日、12月12日 停播 | 香港 翡翠台 期六、日 17:00－17:30 2009年8月15-16日、9月27日、12月6日、12月12日 停播 |
| ------------------------------------------------------------------------------------------ | ----------------------------------------------------------------------------------- | ----------------------------------------------------------------------------------- |
|                                                                                            | Yes! 光之美少女 （第1期） （2009年7月11日－2010年1月16日）                          |                                                                                     |
| 洛克人網路爭霸戰                                                                           | 恐龍王                                                                              |                                                                                     |
| 香港 翡翠台 期一至五 15:45-16:15節目 2010年7月13日、8月23日停播                            |                                                                                     |                                                                                     |
| 我們這一家 重播                                                                            | Yes! 光之美少女 （重播，第1期） （2010年6月24日－9月2日）                           | 花漾明星 重播                                                                       |
| 香港 翡翠台 期六、日 17:00－17:30 2010年11月20日、12月19日停播、2011年1月16日、1月29日停播 |                                                                                     |                                                                                     |
| 恐龍王                                                                                     | Yes! 光之美少女 Go Go! （第2期） （2010年11月6日－2011年5月1日）                    | 每日媽媽                                                                            |
| 香港 翡翠台 期一至五 15:50-16:20節目 10月1-2日、10月5日、11月1日停播                       |                                                                                     |                                                                                     |
| 大長今 重播，14:50-16:20                                                                   | Yes! 光之美少女 GoGo （重播，第2期） （2012年9月3日－11月13日）                     | 幸運四葉草 重播                                                                     |
| 香港 翡翠台 星期日 09:30－11:00                                                              |                                                                                     |                                                                                     |
| 炎神戰隊 09:30-10:00玻璃面具 10:00-11:00                                                   | Yes!光之美少女：鏡之國奇蹟大冒險 （電影版） （2012年1月1日）                        | 炎神戰隊 09:30-10:00玻璃面具 10:00-11:00                                            |
| 香港 翡翠台 星期三 11:00-12:40節目                                                           |                                                                                     |                                                                                     |
| 麥兜響噹噹 2013年4月2日 11:00-12:45                                                        | Yes!光之美少女：鏡之國奇蹟大冒險 （重播，電影版） （2013年4月3日）                  | 童夢奇緣 2013年4月4日 11:00-12:50                                                   |
| 香港 翡翠台 星期五 09:10-10:45節目                                                           |                                                                                     |                                                                                     |
| 交易現場滬港互通超級勁歌推介快樂長門人楚留香傾世皇妃 (09:00 - 11:30)                       | Yes!光之美少女GoGo－甜品王國 （電影版） （2015年4月3日）                            | 交易現場滬港互通超級勁歌推介快樂長門人楚留香傾世皇妃 (09:00 - 11:30)                |
| 香港 翡翠台 星期一 09:10-10:40節目                                                           |                                                                                     |                                                                                     |
| 交易現場滬港互通超級勁歌推介快樂長門人薛仁貴征東 (09:00 - 11:00)                           | Yes!光之美少女GoGo－甜品王國 （重播，電影版） （2016年5月2日）                      | 交易現場滬港互通超級勁歌推介快樂長門人薛仁貴征東 (09:00 - 11:00)                    |

| 香港 TVB兒童台 期四 10:00-11:30節目              | 香港 TVB兒童台 期四 10:00-11:30節目                        | 香港 TVB兒童台 期四 10:00-11:30節目 |
| ------------------------------------------------ | ---------------------------------------------------------- | ----------------------------------- |
|                                                  | Yes!光之美少女GoGo－甜品王國 （電影版） （2014年12月25日） |                                     |
| 愛探險的Dora-聖誕頌歌 2014年12月24日 10:00-11:30 | 光之美少女決戰玩具魔王 2014年12月26日 10:00-11:30          |                                     |

## 外部連結
- （日語）Yes! 光之美少女5（页面存档备份，存于）（ABC）
- （日語）Yes! 光之美少女5 （页面存档备份，存于）（東映動畫）
- （日語）Yes! 光之美少女5 鏡之國的奇蹟大冒險! （页面存档备份，存于）（電影）
- （日語）Yes! 光之美少女5 遊戲 （页面存档备份，存于）（遊戲）
- （日語）Yes! 光之美少女5 GoGo!（页面存档备份，存于）（ABC）
- （日語）Yes! 光之美少女5 GoGo! （页面存档备份，存于）（東映動畫）
- （日語） Yes!光之美少女5 GoGo! DVD （页面存档备份，存于） （DVD）
- （日語）Yes! 光之美少女5 GoGo!甜點王國的生日聚會! （页面存档备份，存于）（電影）
- （日語）光之美少女全員大集合2 （页面存档备份，存于）（電影）
- （日語）光之美少女全員大集合3（页面存档备份，存于）（電影）